# Trimerophytopsida
Trimerophytopsida (ou Trimeropsida) é uma classe de plantas vasculares primitivas do Devónico, informalmente chamadas trimerófitas. Contêm géneros como Psilophyton. O grupo é provavelmente parafilético, e crê-se que seja o grupo ancestral do qual evoluíram os fetos e as espermatófitas.